# Campionat del Món d'esquí nòrdic de 1941
El Campionat del Món d'esquí nòrdic de 1941 es va disputar entre l'1 i el 10 de febrer de 1941 a Cortina d'Ampezzo, Itàlia. Els anteriors campionats de 1940 estaven programats per ser disputats a Noruega, però foren cancel·lats arran de la invasió alemanya de Noruega durant la Segona Guerra Mundial. En l'assemblea de la FIS que va tenir lloc a Pau el 1946 es va decidir no comptabilitzar aquesta edició ja que hi havia hagut una participació limitada de països. Es van adjudicar sis títols, però no figuren en els recomptes oficials.

## Resultats

### Esquí de fons
| Prova   | Or                                                                               | Plata                                                                     | Bronze                                                                         |
| 18 km   | Alfred Dahlqvist (SWE)                                                           | Juho Kurikkala (FIN)                                                      | Lauri Silvennoinen (FIN)                                                       |
| 50 km   | Juho Kurikkala (FIN)                                                             | Mauritz Brännström (SWE)                                                  | Alfred Dahlqvist (SWE)                                                         |
| 4x10 km | Finlàndia Martti Lauronen · Juho Kurikkala · Lauri Silvennoinen · Eino Olkinuora | Suècia Carl Pahlin · Donald Johansson · Nils Östensson · Alfred Dahlqvist | Itàlia Aristide Compagnoni Severino Compagnoni Alberto Jammaron Giulio Gerardi |

### Combinada nòrdica
| Prova      | Or                  | Plata               | Bronze              |
| Individual | Gustl Berauer (GER) | Pauli Salonen (FIN) | Josef Gstrein (GER) |

Berauer era de Txecoslovàquia mentre Gstrein era d'Àustria, però ambdós van competir per Alemanya després que els nazis ocupessin els seus països el 1938.

### Salt d'esquí
| Prova          | Or                 | Plata            | Bronze              |
| Trampolí llarg | Paavo Vierto (FIN) | Leo Laakso (FIN) | Sven Selånger (SWE) |

## Medaller
| Posició | País      | Or | Plata | Bronze | Total |
| 1       | Finlàndia | 3  | 3     | 1      | 7     |
| 2       | Suècia    | 1  | 2     | 2      | 5     |
| 3       | Alemanya  | 1  | 0     | 1      | 2     |
| 4       | Itàlia    | 0  | 0     | 1      | 1     |
|         | TOTAL     | 5  | 5     | 5      | 15    |